# Нагиагит
Нагиаги́т (нем. Nagyágit от топонима) или теллуровый блеск (англ. tellurium glance), редко: листоватая руда, листоватый теллур (устар.) — редкий гидротермальный минерал сложного переменного состава из класса сульфидов или сульфосолей (группа тёмных теллуридов), в целом может быть описан как смешанный теллурид-антимонит свинца и золота с примерной формулой [Pb3(Pb,Sb)3S6](Au,Te)3. Образует слоистые таблитчатые кристаллы, часто изогнутые, а также массивные зернистые, псевдотетрагональные разности. В качестве постоянных примесей присутствуют также сурьма, серебро и медь. Наряду с сильванитом долгое время считался основной золотой рудой.
Впервые нагиагит был описан в 1845 году в типовом местонахождении рудника Нагиаг (Nagyág), Сакарамб, Румыния (сам рудник в XVIII-XIX веке носил венгерское название). Встречается в золото-теллуровых гидротермальных жилах. Среди сопутствующих минералов можно назвать алтаит, петцит, штютцит, сильванит, колорадоит, креннерит, а также самородный мышьяк и самородное золото.

## История открытия и название
В 1782 году австрийский химик и минералог Франц Йозеф Мюллер фон Райхенштейн провёл химический анализ тогда ещё новых и практически неизвестных минералов (впоследствии названных нагиагитом и сильванитом) в золотых рудах рудника Мариахильф близ Златны (Трансильвания, Румыния). До того момента эту руду, имеющую оловянный светло-серый цвет, временами приближающийся к тёмно-свинцовому, принимали то за самородный висмут, то за сурьму.:471
По результатам нескольких проб содержание золота в обеих минералах оказалось заметно меньше расчётного. Франц Мюллер объяснил этот факт присутствием нового металлоподобного элемента, ранее неизвестного и трудно выделяемого, которому дал условное название «лат. metallum problematicum», а также «лат. aurum problematicum» или «лат. aurum paradoxum».:471
Спустя десять лет Карван, несмотря на отсутствие необходимых экспериментальных сведений, присвоил новому предполагаемому элементу название силванит или силван. Наконец, в 1797 году Мартин Генрих Клапрот повторно исследовал в Берлине образцы Райхенштейна, и в следующем году полностью подтвердил его подозрения, опубликовав данные о новом химическом элементе, получившем от него название теллур.:471
Ещё в 1789 году Абраам Готтлоб Вернер ввёл для образцов Райхенштейна в свою классификацию минералов термин «руда Нагиага» или «серебро Нагиага», дополнив строку комментарием: «В настоящий момент мне ничего не известно о серебре Нагиага, кроме того, что оно связано с золотой рудой Нагиага». Как ясно из названия, золотая и серебряная руды имеют одно место происхождения, золотая похожа на серебряную, но имеет более светлый цвет. Только в 1845 году Вильгельм Хайдингер наконец назвал этот минерал нагиагитом в своём «Справочнике по определению минералогии», по его типовому и самому известному месторождению Нагиаг.
Название рудника, на тот момент находившегося на территории Австрийской империи, было дано его владельцем (Nagyág — венгерское слово). Сегодня это месторождение относится к Румынии и носит местное название Săcărâmb (Сакарамб или Сэкэрымб, русские транскрипции в литературе постоянно различаются). В написании минерала латиницей западная минералогия придерживается принципа точного сохранения исторического или местного вида топонимов, поэтому принято сохранять надстрочный знак: Nagyágit.

## Характеристика минерала
Как правило, нагиагит образует таблитчатые кристаллы; нередко изогнутые, листоватые агрегаты, ещё реже — зернистые образования. Отражение минерала умеренное, близкое к галениту и петциту. Двуотражение, напротив, заметное, дающее оттенки от голубоватого в светлом положении до буро-зеленоватого (оливкового) — в тёмном. В ассоциации с галенитом нагиагит становится темнее, приобретая отчётливый голубовато-зеленоватый цвет. Галенит же в сростках с нагиагитом, напротив, становится чуть светлее с сиреневатым оттенком, а гессит — коричневатый и слегка темнее.:113
Проявляет отчётливую анизотропность с заметными, но не слишком сильными цветовыми эффектами. Спектры отражения кристаллов нормального профиля, непараллельны, сходятся к ИК-области. Характерна удлинённо-таблитчатая форма выделений, совершенная спайность, нередко образуются сложные паркетообразные двойники. H низкий, ниже сильванита; VHN 39—129. Полируется хорошо.:112
Сложность и переменность состава нагиагита долгое время вызывала сложности с его диагностикой и классификацией. Наряду с петцитом его относили к «тёмным теллуридам» и считали малоизученным минералом с запутанной формулой. Сложность его состава заставляла определять только относительное содержание элементов, не уточняя структуры. Так, до 1950-х годов считалось, что минерал содержит  золота 5-13%, серебра 0-2%, теллура 13-33%, свинца 50-64%, серы 3-13%, сурьмы 0-8%, а также переменное число примесей меди и железа.:35-36
Во второй половине XX века изучение минерала продвинулось значительно дальше. Считается, что нагиагит представляет собой единственный известный в природе рудный сульфотеллурид золота. Точнее всего его было бы рассматривать как твёрдый раствор, в котором теллурид золота смешан с сульфидами меди, сурьмы и свинца. Крупные, уплощённые по (001) кристаллы нагиагита длиной до 3 мм и толщиной 0,1-0,2 мм. встречаются довольно редко, главным образом, в месторождениях Румынии. Обычно он выделяется в виде тонколистоватых, похожих на слюду гибких пластинчатых зёрен свинцово-серого до тёмно-серого цвета с характерным металлическим блеском. Поэтому он внешне похож на молибденит или тетрадимит.:111-112
Вопрос о структуре кристаллов нагиагита также долгое время оставался дискуссионным. Шрауф относил его к моноклинной сингонии, Штрунц — к ромбической, но оба исследователя указывали на его псевдотетрагональность. Берри и Госснер, измерившие размер элементарной ячейки, относят его к тетрагональной сингонии. Только к концу XX века было установлено, что он имеет всё-таки моноклинную сингонию.:22 равным образом, и формула минерала до сих пор существует в нескольких разных видах, описывающих в целом соотношение входящих в него элементов. Типовым и самым выраженным среди прочих разностей считается нагиагит из старого месторождения Сакарамб.
Среднее соотношение содержания золота к свинцу составляет 1:5; теллура к сурьме — 2:1. При том, что отдельные зёрна нагиагита могут быть обогащены сурьмой и обеднены теллуром (до примерного соотношения теллура к сурьме ≈ 1,5).:112 Наряду с калаверитом и петцитом, нагиагит регулярно содержит в себе также примеси селена.:255 Титульный нагиагит из Нагиага имеет вид квадратных пластинок или листочков. Цвет черновато-свинцово-серый. Блеск металлический. Спайность по базису. Пластинки гибкие, слюдоподобные. Твёрдость 1,5. Удельный вес до 7,49. Наблюдаются двойники по оси [110].:22
Минерал трудно поддаётся полировке. На сколах и полированных шлифах ввиду ясной анизотропии минерала (свинцово-серый до тёмно-синеватого) видны двойники. При обработке азотной кислотой на поверхности появляется слабая радужная окраска. Соляная кислота, цианистый калий, трёххлористое железо, едкое кали и сулема на образцы нагиагита практически не действуют.:22
Внешне похожие минералы: молибденит, гематит, ильменит, гессит и другие теллуриды серебра-золота. У молибденита другой цвет черты, графит пишет на бумаге и маркий, у гематита красный цвет черты и он, так же как ильменит, твёрже и с низкой ударной вязкостью. Очень характерен для нагиагита парагенезис с золотом и теллурсодержащими минералами.:74

## Условия образования
Нагиагит — типичный минерал вулканогенных месторождений золота.:112 Чаще всего нагиагит развивается в тесных ассоциациях и срастаниях с золотом самородным и теллуридами золота, замещая совместно с ними блёклую руду, галенит и пирит. Структурные особенности нагиагита свидетельствуют о том, что это поздняя руда, он выделяется после основных сульфидов, однако раньше самородного золота.:219

## Месторождения
Вплоть до конца 1950-х годов считалось, что на территории России, а затем Советского Союза нагиагит не встречается, хотя близкие и ассоциирующие с ним минералы присутствовали в больших количествах. По утверждению советских геологов и минералогов, листоватая руда была найдена первоначально в Румынии (рудники Сакарамб), где имеются наилучшие образцы этой руды, затем заново открыта в Японии (Рендаци), Западной Австралии (Калгурли), Новой Зеландии и США (на территории штатов Калифорния, Колорадо, Северная Каролина и Монтана).:23 Чуть позже к этому списку добавились острова Фиджи (Виту Леву), Канада (Гайенор Крик, Олив Майбел), Швеция (Глава), Чехословакия (Козейлович) и ещё одно месторождение в Румынии (Надьбержень).
Впервые на территории СССР нагиагит был обнаружен в 1959 году в россыпях около Хабаровска, впоследствии установлен также в месторождениях Манка Казахской ССР и Анкаванском. На Меградзорском месторождении нагиагит встречается спорадически совместно с самородным золотом, гесситом, петцитом и минералами группы калаверита.:219

## Нагиагит в России и СССР
Долгое время считалось, что нагиагит в России не встречался и его относили к сугубо карпатским минералам. Однако в середине XX века анализы архивных документов позволили предположить, что это утверждение не соответствовало действительности. В 1886 году П. В. Еремеев описал из Заводинского рудника на Алтае образцы гессита, обнаруженного им в кварцевой жиле. В подробном описании было особо указано, что найденный образец имел листовато-зернистое сложение и более светлую окраску, чем это обыкновенно для гессита. Кроме того, по результатам лабораторного химического анализа Еремеевым было установлено, что разность содержала заметное количество свинца. Как справедливо предположил И. С. Волынский, подробное описание позволяет сделать вывод, что Еремеев встретил, кроме настоящего гессита, ещё и нагиагит.:107